# Clement Chukwu
Clement Chukwu (né le 7 juillet 1973) est un athlète nigérian spécialiste du 400 mètres

## Carrière
Il remporte le titre du 400 mètres lors des Universiades d'été de 1997 et lors des Championnats d'Afrique de 1998 où il devance l'Ougandais Davis Kamoga.
Il est suspendu quatre ans par l'IAAF de 1992 à 1996 après avoir fait l'objet d'un contrôle antidopage positif. 
Sélectionné pour les Jeux olympiques de 2000 à Sydney, Clement Chukwu se classe deuxième de la finale du relais 4 × 400 mètres aux côtés de Enefiok Udo-Obong, Jude Monye et Sunday Bada. Mais, le 2 août 2008, le Comité international olympique décide de retirer la médaille d'or au relais des États-Unis à la suite des aveux de dopage d'Antonio Pettigrew, l'un de ses membres. le Nigeria récupère en 2008 le titre vacant,
Ses records personnels sur 400 m sont de 44 s 65 en extérieur (Dakar, 1998) et 45 s 95 en salle (Indianapolis, 1997).

## Palmarès
| Date | Compétition            | Lieu         | Place | Épreuve   |
| ---- | ---------------------- | ------------ | ----- | --------- |
| 1991 | Jeux africains         | Le Caire     | 2e    | 4 x 400 m |
| 1998 | Championnats d'Afrique | Dakar        | 1er   | 400 m     |
| 1999 | Jeux africains         | Johannesburg | 2e    | 400 m     |
| 1999 | Jeux africains         | Johannesburg | 1er   | 4 × 400 m |
| 2000 | Jeux olympiques        | Sydney       | 1er   | 4 × 400 m |